# Y su palabra es la Ley
Y su palabra es la Ley es un álbum de estudio de la banda mexicana norteña Los Tigres del Norte.
El álbum se caracteriza por el estilo norteño del grupo, en especial cuando es una recopilación de algunas canciones de Vicente Fernández, a quien va dedicado este álbum. El título del álbum hacen alusión a la canción «El Rey», de José Alfredo Jiménez.
Cuenta con 14 temas de Fernández y uno de su autoría que precisamente va dedicado a éste. Asimismo el 31 de enero de 2020, el álbum fue presentado junto a su sencillo «Mujeres divinas».

## Lista de canciones
| N.º | Título                    | Duración |  |
| 1.  | «Acá entre nos»           | 3:21     |  |
| 2.  | «Aprendiste a volar»      | 2:44     |  |
| 3.  | «De qué manera te olvidó» | 2:54     |  |
| 4.  | «Por tu maldito amor»     | 3:53     |  |
| 5.  | «Si acaso vuelves»        | 3:03     |  |
| 6.  | «Hermoso cariño»          | 2:32     |  |
| 7.  | «Lástima que seas ajena»  | 4:22     |  |
| 8.  | «Mujeres divinas»         | 3:10     |  |
| 9.  | «Los mandados»            | 3:07     |  |
| 10. | «Palabra de rey»          | 2:33     |  |
| 11. | «El último beso»          | 2:49     |  |
| 12. | «Yo quiero saber de ti»   | 3:14     |  |
| 13. | «La ley del Monte»        | 2:55     |  |
| 14. | «El arrancadas»           | 3:20     |  |
| 15. | «Un consentido de Dios»   | 3:38     |  |